# Мадоян, Сусанна Гукасовна
Сусанна Гукасовна Мадоян (24 июня 1925, Батуми, ССРГ - 8 ноября 2023, Москва, РФ) — советский электротехник, кандидат технических наук (1960), создательница первого полупроводникового триода (транзистора) в СССР.

## Биография
Сусанна Гукасовна родилась 24 июня 1925 г. в городе Батуми в Грузии. Её отец — Гукас Акопович Мадоян происходил из деревни Гюлантуп Карского района уезда Эриванской губернии, входившего до Первой мировой войны в состав Российской империи.  Во время геноцида армян турки ворвались в их деревню, началась резня, его пятнадцатилетнего брата Арута закололи вместе с остальными молодыми мужчинами на глазах у матери, которая, не выдержав увиденного, умерла. Дед Сусанны, Акоп, остался один с четырьмя детьми. Мать Ашхен Хачатуровна Мурадян.
С аттестатом отличника она без экзаменов поступила в Московский химико-технологический институт им. Менделеева. Учиться начала на факультете органической химии, а с шестого семестра перешла на спецфакультет, на только что открывшуюся новую кафедру.
В конце 1960 года Мадоян защитила диссертацию на степень кандидата технических наук и начала цикл новых работ по созданию СВЧ приборов – туннельных диодов, основанных не только на германии, но и на появившемся к тому времени новых полупроводниковых материалах – арсениде галлия и антимониде галлия. В 1969 г. оставила полупроводниковую промышленность и занялась преподаванием – получила должность доцента кафедры «Полупроводниковые приборы» в Институте стали и сплавов.
Умерла в Москве 8 ноября 2023 года. У Сусанны Гукасовны остались сын, двое внуков и шестеро правнуков.

## История создания транзистора
В 1948 в Московском Химико-технологическом институте (МХТИ) на кафедре «Технология электровакуумных и газоразрядных приборов» при распределении дипломных работ Сусанне Мадоян досталась тема «Исследование материалов для кристаллического триода». Так 22-летняя дипломница Сусанна Мадоян, сама того не ожидая, оказалась первым разработчиком транзисторов в СССР. Окончила Московский химико-технологический институт им. Д. И. Менделеева в 1949 году.
Вскоре её направили в подмосковный город Фрязино, в НИИ-160 (НИИ «Исток»), в лабораторию А.В. Красилова. Исследователи раздобыли пластинку полупроводникового материала, вынутую из какого-то трофейного немецкого датчика, а затем Сусанна соорудила конструкцию из двух контактных пружинок, сделанных из бериллиевой бронзы, и двух стальных скобок. Эта контактная пара перемещалась взад-вперед по пластинке с помощью горизонтального винта, приводимого в движение отвёрткой, а вся миниатюрная экспериментальная установка по виду мало отличалась от обыкновенного реостата или потенциометра.
Снимаемый сигнал подавался на «характерограф» —  прибор подобный осциллографу, который настраивался другим лаборантом. И теоретические познания и практический опыт Сусанне приходилось приобретать в процессе работы. Передвигая контакты по пластинке можно было снимать характеристики и отыскивать точки дававшие лучшие показатели.
Однако характеристики были очень нестабильными и после примерно получаса работы контакты приходилось переводить в какое-нибудь другое место. Тем не менее «усилительный (транзисторный) эффект» в конце концов был получен. В 1949 г. было зарегистрировано первое наблюдение «транзисторного эффекта» и, по сути дела, создание первого советского триода (слова «транзистор» тогда никто не знал), авторами которого и стали инженер А.В. Красилов и студентка-дипломница Сусанна Мадоян. Разумеется, это была лишь действующая экспериментальная установка; промышленный выпуск транзисторов начался позже, в 1950-е с изобретением плоскостного или «планарного» транзистора.
В 1947 г. в МХТИ была открыта специализированная кафедра «Технология Электровакуумных и Газоразрядных Приборов», на которую Мадоян пришла в том же году. Разумеется, тогда она и не предполагала что её имя станет одной их знаменательных вех в истории отечественной (да наверное и мировой) электроники которой будет посвящена вся её последующая профессиональная жизнь.
В СССР первая научно-исследовательская работа по полупроводниковому триоду была выполнена в НИИ-160 (ныне НПП «Исток») дипломницей МХТИ Сусанной Гукасовной Мадоян. Лабораторный макет транзистора (точечного) заработал в феврале 1949 года. Серийное производство точечных транзисторов (ТС1 — ТС7) началось в 1953 г., плоскостных (П1) — в 1955.